# Callopistria quieta
Callopistria quieta là một loài bướm đêm trong họ Noctuidae.